# Pastoril profano
Pastoril é um tipo de manifestação folclórica do nordeste do Brasil. Integra o ciclo das festas natalinas do Nordeste, particularmente, em Pernambuco, Paraíba, Rio Grande do Norte e Alagoas.